# Engrâce de Saragosse
Engrâce de Saragosse (en latin : Engratia) est, selon la tradition, née vers la fin du IIIe siècle à Bracara Augusta, capitale de la Gallécie. Elle aurait été martyrisée en 304 à Saragosse, en Espagne, avec sa suite, alors qu'elle se rendait en Narbonnaise.
Elle aurait été martyrisée en même temps que plusieurs autres chrétiens. Avec ses compagnons, elle est rangée au nombre des Martyrs de Saragosse, parfois qualifiés d’Innombrables ou saints martyrs de Saragosse.
Cette sainte catholique est fêtée le 16 avril.  

## Tradition d'Engrâce et des martyrs de Saragosse

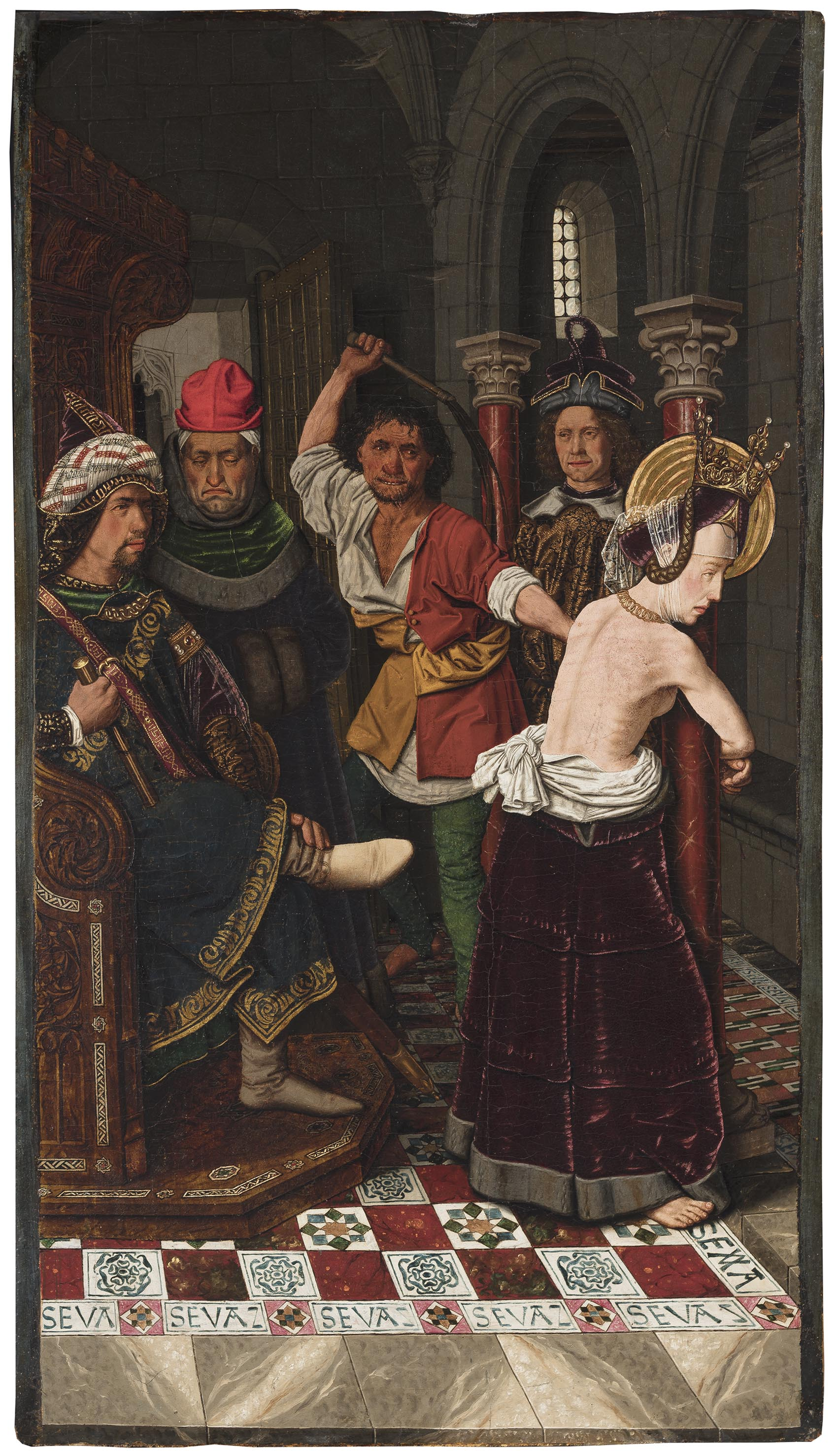
La flagellation de sainte Engrâce. Peinture de Bartolomé Bermejo, vers 1474, Museo de Bellas Artes (Bilbao).

Engrâce serait née vers la fin du IIIe siècle à Bracara Augusta, capitale de la Gallécie à la suite de la réforme provinciale de Dioclétien. Elle serait issue d'une famille chrétienne importante. Ses parents auraient choisi de la marier à un noble de Narbonnaise, semble-t-il du Roussillon. Aussi aurait-elle pris la route avec une suite de plusieurs personnes, dont son oncle  Luperc et une servante appelée Julie, et se serait fait arrêtée en 304 lors d'une étape dans l'importante ville de Caesaraugusta.
Là, elle aurait constaté les conséquences des persécutions ordonnées par l'empereur et exécutées avec zèle par le fameux gouverneur Dacien. Elle aurait eu l'audace à se présenter devant lui pour lui reprocher sa cruauté et tenter de le faire renoncer aux persécutions. Elle aurait alors été emprisonnée avec l'ensemble de sa suite et subi de nombreuses tortures cruelles, jusqu'à ce qu'on lui plante un clou ardent au milieu du front (le clou planté dans la tête est une forme de martyre récurrente dans l’hagiographie catalane). Pendant ce temps, ses compagnons, dont Luperc et Julie, mais aussi Optat, Successus, Martial, Urbain, Quintilien, Publius, Fronto, Félix, Cécilien, Évence, Primitif, Apodème et quatre hommes appelés Saturnin, auraient été tous décapités. Caïus et Crémence, victimes de la même persécution, furent honorés le même jour.
Les restes d'Engrâce, ainsi que ceux de ses compagnons martyrs furent enterrés dans un petit cimetière, au sud de la ville. Une église, puis un important monastère, se sont développés autour de ce lieu de culte.

## Vénération

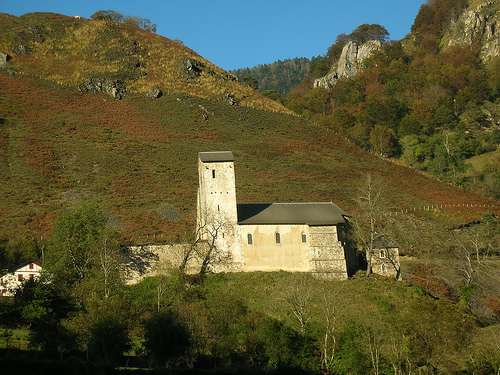
L'église Sainte-Engrâce, Pyrénées-Atlantiques.

Prudence, un chrétien originaire du district juridique de Caesaraugusta, écrit un hymne en l'honneur des « dix-huit martyrs de Saragosse » (Peristephanon, IV), dont il établit la liste mais où Engratia brille par son absence.
Au VIIe siècle, une chronique parla non pas de dix-huit martyrs, mais de 18 000, ce qui justifia l'expression d'« innombrables » martyrs de Saragosse. La tradition se développa au Moyen Âge, relayée par des historiens jésuites tels que Jerónimo Román de la Higuera.
La sainte est fêtée le jour où elle a été martyrisée, soit le 16 avril. Durant un synode tenu à Saragosse en 592, il fut décidé que les « innombrables martyrs de Saragosse » seraient vénérés collectivement le 3 novembre, mais cette date n'a plus cours. 
Son culte se développa tout d'abord autour d'un premier édifice cultuel construit sur le lieu où les restes des martyrs de Saragosse avaient été enterrés, au sud de la ville romaine. Peu à peu, l'endroit gagna en renommée, au point qu'y fut construit un puissant monastère, dont il ne reste plus qu'une vaste basilique, à la suite des destructions napoléoniennes.
Le culte d'Engrâce se répandit principalement dans les Pyrénées et en Espagne. L'église Sainte-Engrâce, dans le village du même nom, aurait accueilli le bras de la martyre au VIe siècle.